# Pinus araucana
Pinus araucana là một loài thực vật hạt trần trong họ Pinaceae. Loài này được Molina mô tả khoa học đầu tiên năm 1782.